# Maimón
Maimón är en kommun i Dominikanska republiken.   Den ligger i provinsen Monseñor Nouel, i den centrala delen av landet, 50 km nordväst om huvudstaden Santo Domingo. Antalet invånare i kommunen är cirka 24 000.
Terrängen i Maimón är huvudsakligen kuperad, men åt nordost är den platt.